# Frank Luke

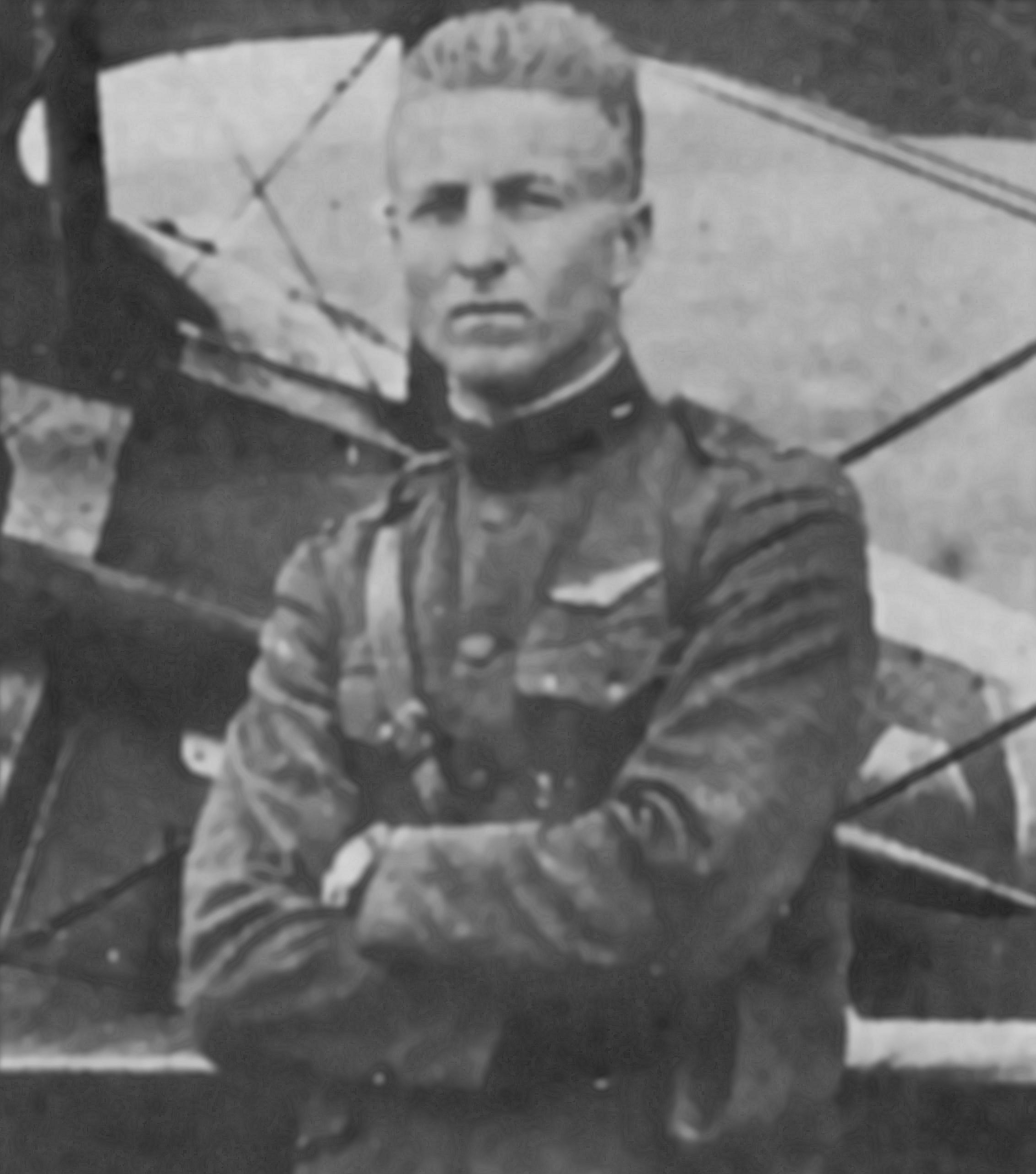
Frank Luke jr.

Frank Luke junior, Spitzname „Ballonknacker“ (* 19. Mai 1897 in Phoenix, Arizona; † 29. September 1918 bei Murvaux in Frankreich) war ein US-amerikanischer Militärpilot und nach Eddie Rickenbacker zweiterfolgreichster Jagdflieger innerhalb des US Air Service im Ersten Weltkrieg.

## Leben
Frank Lukes Familie stammte aus Deutschland, wanderte in die Vereinigten Staaten aus und ließe sich im Jahre 1873 in Phoenix, Arizona nieder. Das fünfte Kind von Frank Luke sr. war Frank jr.
1917 meldete sich Luke nach dem Kriegseintritt der Vereinigten Staaten zur US Army. Die Ausbildung zum Jagdflieger bekam er in Texas und Kalifornien. Als Second Lieutenant kam er im März 1918 zu weiterem Training nach Frankreich und wurde im Juli zur 27th Aero Squadron versetzt.
Zusammen mit seinem Partner Lieutenant Joseph Frank Wehner konnte er viele Erfolge gegen deutsche Aufklärungs-Fesselballons verzeichnen, bis Wehner am 18. September 1918 verstarb. Am selben Tag erzielte Luke seinen 13. Luftsieg über eine Halberstadt C.
Seinen Spitznamen als „Arizona Balloon Buster“ bekam er, weil er mit seiner SPAD S.XIII zwischen dem 12. und 29. September 1918 14 Fesselballons und 4 Flugzeuge abschoss.

## Tod
Am 29. September 1918 vernichtete Luke während der Meuse-Argonne-Offensive drei Fesselballons, bevor er durch Flugabwehrfeuer an der Schulter verwundet wurde und an einem Zufluss der Maas beim Dorf Murvaux landete, welches von deutschen Soldaten besetzt war. Der Legende nach eröffnete Luke mit seinem Colt 1911 noch das Feuer auf die Deutschen, bevor er getötet wurde; einen Tag später sollen Entente-Soldaten seine Leiche mit einer Schusswunde in der Brust gefunden haben.
Neuesten Forschungen zur Folge wurde Luke während der Offensive am 29. September 1918 bei einem Angriff auf einen Beobachtungsballon des deutschen Ballonzugs 35 (BZ 35 bei FLA 12) durch MG-Feuer abgeschossen.
Leutnant Bernhard Mangels, führender Offizier des Ballonzugs, beschrieb den Vorfall folgendermaßen:

“Before Frank Luke had a chance to open fire, we let loose with a machine gun barrage. The pilot lost control of his aircraft which crashed with a great impact near the ballon […]. When our people rushed up to the wreckage to rescue the unfortunate from the desperate situation, he showed only a weak sign of life. He passed away shortly thereafter. […] Our people removed the body from the brave and put him into an empty room in our camp. The next morning we buried Frank Luke in the garden of the Lion castle.”

„Bevor Frank Luke die Gelegenheit hatte, das Feuer zu eröffnen, schossen wir eine MG-Salve [auf ihn]. Der Pilot verlor die Kontrolle über sein Flugzeug, das mit großer Wucht neben dem Ballon abstürzte. […] Als unsere Leute zum Wrack eilten, um den Unglücklichen aus der verzweifelten Situation zu retten, zeigte er nur schwache Lebenszeichen. Er verstarb kurz darauf. […] Unsere Leute bargen den Leichnam des Mutigen und bahrten ihn in einem leeren Raum in unserem Lager auf. Am nächsten Morgen begruben wir Frank Luke im Garten des Schlosses von Lion.“

## Medal of Honor
1921 wurde ihm posthum die Medal of Honor verliehen, nachdem seine Leiche identifiziert worden war und Dorfbewohner bestätigt hatten, dass er vor seinem Tod gegen die deutschen Truppen am Boden gekämpft hatte.

## Ehrungen
- Medal of Honor (Vereinigte Staaten)
- Distinguished Service Cross (Vereinigte Staaten)
- Croce di Guerra (Italien)
- Die Luke Air Force Base im Westen von Phoenix, Arizona wurde nach ihm benannt.
- Lukeville, Arizona, eine US-amerikanische Grenzstadt wurde ebenfalls nach Frank Luke jr. benannt.
- Der Charakter Blaine Rawlings im Film Flyboys wurde von Frank Luke inspiriert.